# Јован Иванић
Јован Иванић (Петроварадин, друга половина XVIII века — Нови Сад, 1845) био је српски сликар и иконописац.

## Биографија
Јован Иванић је вероватно учио сликарство на Академији у Бечу. Са Георгијем Бојером сликао је 1826. иконостас и сводове у цркви села Грк, а 1833. у цркви села Јаска. Последњи његов рад су царски грбови за новосадски магистрат. Држао је сликарску радионицу у Новом Саду заједно са А. Кастањом.